# 斯科特·帕克
史葛·馬菲·柏加（英語：Scott Matthew Parker，1980年10月13日—）是一名英格蘭前足球運動員，司職中場，曾執教英超球隊般尼茅夫。柏加曾代表英格蘭在每一個年齡級別參加國際賽，由U15到大國腳，並於分別效力4支不同球隊期間代表國家隊參賽。柏加擔任中場中，以硬朗攔截及喜歡壓前助攻著名。

## 生平

### 早年
柏加在大倫敦蘭貝斯（Lambeth）出生。於13歲時，他在麦当劳為1994年世界盃而拍攝的英國廣告中表演「不著地控球」（keepie uppie）。柏加在麗樂索（Lilleshall）現已停辦由英格蘭足球總會管理的「足總優材學校」（The Football Association's School of Excellence）的畢業生，前後期的同學有迪科爾、迈克尔·欧文、祖·高爾、索尔·坎贝尔、加歷查、韦斯·布朗、安迪·科尔等。

### 球會
查爾頓
在麗樂索畢業後，柏加以學徒球員身份加盟查爾頓，於1997年8月23日在一場對的甲組聯賽以後補身份首次上陣，結果雙方0-0言和收場。兩個月後他與查爾頓簽署首份職業球員合約。往後數年，雖然柏加被視為英國球壇一顆明日之星，他只間歇性為球隊後補登場。2000年10月，已晉升英超的查爾頓將柏加外借到甲組的诺里奇城兩個月，讓這名英格蘭小國腳汲取一隊上陣經驗。在效力諾域治期間，柏加在對取得1個入球。當柏加外借期滿返回山谷球場（The Valley）後，他隨即獲徵召加入一隊代替因傷缺陣的隊長马克·金塞拉（Mark Kinsella）。柏加的表現出色，導致傷愈後的金塞拉無法取回正選席位，他迅速成為球隊中場一只重要棋子，結合強力攔截及控球快速反擊能力，其閱讀球賽的傳球為隊友創造無數機會，期間有評論稱查爾頓有能力挑戰歐聯參賽席位。柏加為查爾頓合共上陣145場及射入10球。
車路士
經年累月不斷傳聞柏加離隊，在經歷漫長而刻薄的轉會鬧劇後，他最終於2004年1月30日以1,000萬英鎊身價離開山谷球場轉投豪門車路士，時任查爾頓領隊古比士利批評柏加在獲悉車路士對他有意後的態度，指控其行為惡劣，並稱：『......他在操練時的行徑實在不應如此。』。柏加在車路士原本作為馬基利尼和林柏特的替補，但他沒有多少機會在其擅長的位置發揮，效力期間僅在作客法頓公園球場對樸茨茅夫取得唯一的入球。在加盟車路士兩個月後，柏加於2004年3月31日第二次為國家隊上陣，對瑞典時後補登場。於2003/04年球季末，柏加獲選PFA年度最佳青年球員。
2004/05年球季季前車路士收購了洛賓及泰亞高兩名中場，加上在對曾經效力的诺里奇城時弄斷蹠骨，柏加的上陣機會更少。當他受傷後，車路士又簽入查路錫（Jiří Jarošík），盛傳摩連奴將會在夏季賣走柏加。
紐卡素
柏加果然在夏季被賣走，於2005年6月以650萬英鎊轉投紐卡素。他在紐卡素成為常規正選，更是於一個困難的球季，在球隊陣中少數持續有好表現的球員之一，雖然在桑拿士領導下開季成季成績差劣，紐卡素最終以第7位結束球季。他在球隊的首個入球在對母會查爾頓負1-3時取得。2006年3月柏加確診患上腺熱，因而提早結束球季。患病的時間對柏加而言尤為不幸，雖然在紐卡素表現出色，但因病而完全喪失代表英格蘭參賽2006年世界盃的機會。
2006年7月柏加獲紐卡素時任領隊路達委任為球隊隊長。雖然紐卡素的狀態低迷，但柏加憑表現於9月在缺席兩年後獲得英格蘭國家隊重召。同年12月天空體育（Sky Sports）及「Opta指數」（Opta Index）表示柏加是國內次佳的球員，他帶領紐卡素透過歐洲足協圖圖盃一直晉級到歐洲足協盃16強，是所有圖圖盃晉級球隊之冠，因而於2007年3月在16強首回合4-2擊敗阿爾克馬爾賽前獲頒贈圖圖盃總冠軍榮譽。
韋斯咸
2007年6月柏加以700萬英鎊重返倫敦加盟韋斯咸，由於有傷在身，直到9月26日在英格蘭聯賽盃1-0擊敗才首次正式亮相，三天後首次為球隊在英超上陣，主場0-1不敵阿仙奴，他於半場時再次因傷退下火線。同年12月22日他在作客2-1擊敗米杜士堡時，於完場前90分鐘射入致勝球兼加盟以來首個入球。
2009年5月24日柏加被韋斯咸球迷票選為「2008/09年年度最佳球員」（Hammer of the Year）。2009/10年球季柏加持續有優異演出，先後4次獲選球會每月最佳球員（SBOBET Player of the Month），同年蟬聯「年度最佳球員」，是繼朱利安·迪克斯（Julian Dicks）於1995/96年及1996/97年後首位連續兩年獲獎的球員。
2010年夏季熱刺要求收購柏加被拒，韋斯咸更聲明他為非賣品，於9月9日動筆簽署長約留隊至2014年。2011年4月22日柏加獲選英格蘭FWA足球先生。
2011年韋斯咸降班英冠後外界預計柏加將會離隊他投，並分別與舊東家車路士及阿士東維拉扯上關係，惟直至新球季展開後仍然沒有動靜，他為韋斯咸季初在英冠上陣4場，於4-0大勝屈福特取得1個入球，但其隊長臂章已落入新加盟的手中。
熱刺
2011年8月30日柏加向韋斯咸提出轉會要求，並成功在轉會窗關閉前轉投熱刺，身價僅約值500萬英鎊，而熱刺的則反向以借用身份加盟韋斯咸直到球季結束。
富勒姆
2013年8月19日，柏加转会富勒姆并签署了三年的合约，转会费没有对外界公布。2017年6月，柏加宣布掛靴。

### 國家隊
柏加曾代表由U15至大國腳的每級英格蘭隊參賽，他曾代表英格蘭U21上陣11場。柏加首次於2003年11月16日首次代表英格蘭大國腳上陣，在2-3負於丹麥於66分鐘後補入替朗尼。

## 榮譽

### 總教練生涯
富咸
- 英格蘭足球冠軍聯賽附加賽冠軍：2020年

## 外部連結
- 足球数据库：斯科特·帕克的球员统计数据
- 韋斯咸官網簡歷
- ex-canaries.co.uk：簡歷 （页面存档备份，存于）
- 2011-2012赛季数据 （页面存档备份，存于）